# Norðurfjörður
Le Norðurfjörður est un fjord situé dans la commune d'Árneshreppur, dans le comté de Strandasýsla dans la région des Vestfirðir en Islande.
Le Norðurfjörður, long de 2 km, est situé au nord de la baie de Trékyllisvík et au sud du Ingólfsfjörður, à l'ouest de la baie de Húnaflói. Le Krossnesfjall et les montagnes de Kálfatindar s'élèvent à 646 m au-dessus du fjord.
On y accède par la route 643 qui traverse la vallée de Meladalur vers l'Ingólfsfjörður, puis par le chemin de l'Ófeigsfjördur ; n'étant ni bitumée ni entretenue pendant l'hiver, cette route n'est praticable que du 1er avril au 31 décembre et une voiture de type 4x4 est recommandée. Le bus de Brú qui passait une fois par semaine n'est plus référencé dans les fiches horaires.
La plupart des maisons de la région sont désertes mais certaines servent de résidence d'été, et un petit magasin est ouvert en saison. Une piscine d'eau chaude, la Krossneslaug, se trouve à la pointe de Krossnes sur la côte nord. 